# Michał Marian Świerzbiński
Michał Marian Świerzbiński (ur. 26 sierpnia 1875 w Łatgalii, zm. 1965) – polski prawnik, wojskowy i urzędnik konsularny.
Pochodził z rodziny ziemiańskiej w Łatgalii. Służył w Wojsku Polskim w Korpusie Oficerów Sądowych w charakterze sędziego wojskowego, ostatnio w stopniu podpułkownika. Pełnił funkcje w polskiej służbie zagranicznej, m.in. konsula RP w Dyneburgu (1921-1930), na którym to stanowisku pełnił głównie rolę opiekuna miejscowej Polonii, i konsula w Użhorodzie (1930-1934), gdzie m.in. starał się osłabić ruch ukrainofilski. Pod jego kierownictwem w wicekonsulacie powstaje placówka wywiadowcza RALF, w styczniu 1934 na prośbę władz czechosłowackich zostaje odwołany do Warszawy, gdzie zajmuje stanowisko radcy ministerialnego.